# Acalypha acapulcensis
Acalypha acapulcensis é uma espécie de flor do gênero Acalypha, pertencente à família Euphorbiaceae.